# 日本美術教育学会
一般社団法人 日本美術教育学会（いっぱんしゃだんほうじんにほんびじゅつきょういくがっかい、英語: Art Education Society Of Japan (AESJ)）は、日本の学術研究団体の一つ。

## 概要
1951年9月10日設立。学術研究団体としての種別は単独学会。
美術教育の根本理念を探究し、その実践の方策を討究することを目的とし創立された。初代会長は井島勉。

## 沿革
- 1951年 - 日本美術教育学会設立。
- 2017年 - 一般社団法人日本美術教育学会に移行。

## 刊行物

### 美術教育
- 誌名（和文）：美術教育
- 誌名（欧文）：Art Education
- 創刊年：1950
- 資料種別：ジャーナル（査読付き論文を含む）
- 使用言語：日英混在
- 発行形態：印刷体、eジャーナル
- 著作権帰属先：学会
- クリエイティブコモンズ：定めていない
- 購読：有料

### 日本美術教育学会報
- 誌名（和文）：日本美術教育学会報
- 誌名（欧文）：-
- 創刊年：1971
- 資料種別：その他
- 使用言語：日本語のみ
- 発行形態：印刷体
- 著作権帰属先：学会
- クリエイティブコモンズ：定めていない
- 購読：有料